# Double Dragon
Double Dragon és un beat 'em up de 1987 creat per a màquines recreatives però que es va adaptar a diverses consoles pel seu èxit. Dos germans bessons experts en arts marcials s'han de fer camí en un escenari urbà on membres de bandes rivals volen deixar-los fora de combat. El joc va suposar una gran novetat per la importància de col·laborar entre els dos jugadors implicats (cadascun controlant un dels personatges) per anar passant pantalles. L'ajuda era doble: no solament els dos jugadors lluitaven al mateix temps contra un grup d'enemics sinó que un personatge podia agafar l'altre i llançar-lo contra els adversaris en un moviment poderós. Aquesta modalitat de joc cooperatiu en els videojocs de lluita, on hi ha moviments que solament poden dur-se a terme en parella, va ser posteriorment utilitzada per nombrosos títols.
A partir de la bona acollida en vendes del joc en les diferents plataformes es van crear fins a vuit títols més de la saga al llarg dels anys i els personatges principals (tant els germans com alguns secundaris i enemics) han aparegut en altres jocs. Ha estat catalogat com un dels millors jocs en la seva categoria per diverses publicacions especialitzades
El joc transcorre per quatre escenaris diferents: els carrers de la ciutat, una fàbrica, un bosc ple de coves i la base dels Black Warriors, la banda líder de la zona que té segrestada Marian, la noia a qui tots dos germans estimen. Cada escenari té un líder final que cal guanyar per passar de ronda. Un cop arribats on està la Marian, els protagonistes abandonen el joc cooperatiu i s'enfronten entre ells en una darrera batalla per la noia, un final sorprenent. A partir de combinacions de tecles es pot atacar fent cops de puny, de peu i de colze o usar les armes que han deixat caure els enemics després de perdre part de la seva vida.